# Scopula purior
Scopula purior är en fjärilsart som beskrevs av Louis Beethoven Prout 1938. Scopula purior ingår i släktet Scopula och familjen mätare. Inga underarter finns listade.